# Cubaris arcangelii
Cubaris arcangelii är en kräftdjursart som beskrevs av Karl Wilhelm Verhoeff. Cubaris arcangelii ingår i släktet Cubaris och familjen Armadillidae. Inga underarter finns listade i Catalogue of Life.